# Міхал Марія Світальський
Міхал Марія Ян Світа́льський (пол. Maria Michał Jan Świtalski; 7 квітня 1900, Лемберг — 1958) — польський офіцер, підполковник піхоти.

## Біографія

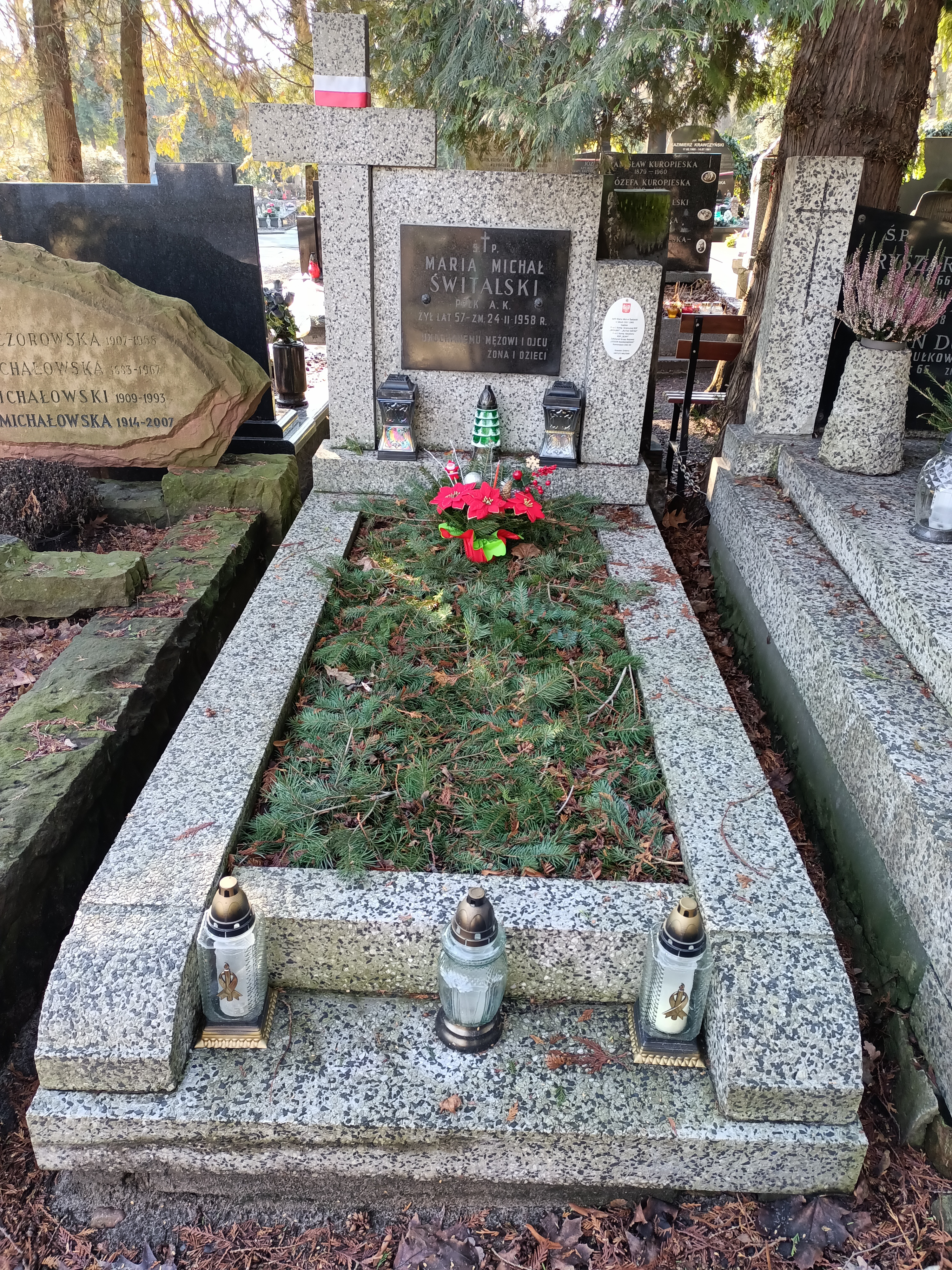
Могила Світальського.

Син Юзефа Леопольда Світальського (1858—1939), писаря-практиканта місцевого Імператорсько-Королівського Старостства, та його дружини Гелени Кароліни, уродженої Хондзинської (1863—1937). Він був молодшим братом Станіслава (1890—1939), полковника піхоти Польської армії, Клеменса (1891—1972), іпотечного писаря в Ченстохові та капітана резервної адміністрації Польської армії, Владислава (1893—1918), Адама (1894—1952), дипломованого полковника піхоти Польської армії, та Яна Мечислава (1902—1988).
У віці 18 років вступив до армії та воював у Польсько-радянській війні. Демобілізувався у 1922 році. 1 червня 1919 року йому було присвоєно звання підпоручника зі старшинством у Запасному офіцерському корпусі піхоти. З 1923 по 1924 рік він був офіцером запасу в 55-му піхотному полку в Лешно. Після демобілізації він вступив до Вищої школи зовнішньої торгівлі у Львові. Пізніше його перекваліфікували в професійних офіцерів та підвищили до поручника зі старшинством 1 лютого 1925 року в Запасному офіцерському корпусі піхоти. З 1928 по 1935 рік він служив у 19-му піхотному полку у Львові. 29 квітня 1933 року його підвищили до капітана зі старшинством з 1 січня 1933 року та 122-го полку в Запасному офіцерському корпусі піхоти.
18 квітня 1935 року його перевели з 19-го піхотного полку до Корпусу охорони кордону. Він прийняв командування прикордонною ротою Корпусу охорони кордону (KOК) «Боришковці». У 1937 році він став командиром прикордонної роти KOК у Віжайнах на кордоні Польщі зі Східною Пруссією та Литвою. Під час Польської оборонної війни він командував 1-ю ротою батальйону KOК «Сейни».
Був інтернований у Литві. У вересні 1939 року утік з табору, діставшись до Сувалкського краю. Там він займався підпільною діяльністю та заснував підпільну організацію «Німанівський легіон». З 1941 року він був окружним командиром Союзу збройної боротьби. Зі створенням Армії Крайової 14 лютого 1942 року він обіймав провідні посади в штабі Білостоцького округу Армії Крайової, де послідовно обіймав посади керівника Оперативно-розвідувального відділу та Організаційного відділу. 22 жовтня 1942 року його заарештувало гестапо разом з групою штабних офіцерів. Він залишався у в'язниці до 1 листопада, коли його звільнили солдати Армії Крайової, які за наказом організації працювали в нацистській поліції. Під час підпільного періоду він командував боями проти німецьких військ, зокрема в битвах під Кориціном та Вонечном. За підпільну діяльність його підвищили до звання підполковника.
У жовтні 1945 року Світальський стала заступником голови округу організації під назвою «Свобода і Незалежність», яка боролася проти російського правління. 31 грудня 1946 року Управління безпеки заарештувало Світальського разом із групою старших офіцерів СіН, і його звільнили в 1947 році. Він оселився у Варшаві, де влаштувався на роботу в Торгово-технологічний центр. 22 жовтня 1950 року його знову заарештували та в 1952 році засудили до 10 років ув'язнення за ворожу діяльність проти Польської Народної Республіки та Радянського Союзу. Реабілітований у 1956 році. Помер у 1958 році від хвороби, на яку захворів у в'язниці.

## Сім'я
Світальський був одружений двічі. З Зофією Хшановською у нього були дочка Анна та син Анджей, а з Зофією Колаковською — сини Станіслав та Єжи.

## Нагороди
- Virtuti Militari, срібний хрест
- Хрест Хоробрих
- Медаль Незалежності (9 листопада 1932) — «за роботу з відновлення незалежності».
- Срібний хрест Заслуги